# Све о Адаму
Све о Адаму је романтични филм Џерарда Стембриџа. Говори о младићу који покушава да заведе девојке које су у сродству, као и њиховог брата.  

## Радња филма
Адам је младић који се уклопио у породицу Овенс након што је срео Луси у ресторану где она ради као конобарица. Када покушава да је заведе, њему привлачи пажњу њена сестра Лаура која слободно време проводи уз књиге и примећује и Алис, најстарију сестру која није задовољна са супругом Мартином. За то време њихов брат Дејвид тражи савете од Адама како да заводи његову девојку све док се и он није заљубио у њега. 
Филм је направљен из неколико сцена, свака посматрана са становишта различитог лика.

## Критика
Стивен Холден из Њујорк тајмса рекао је: Без кривице и готово лишен еротског гнева. Овде је анђео сексуалног здравља у немогуће еуфоричном свету где супарништво и сексуална љубомора само пролазе нелагоду, не трошећи страсти. 
Емануел Леви из магазина Variety филм је назвао "паметно секси", "јарко посматраном нарацијом" Додао је: "Стембриџ игра са променљивим перспективама на свеж начин који пркоси очекивањима романтичног жанра ... Овај ансамбл покреће талент иза и испред камере. Таунсенд, који физички личи на младог Теренса Стампа, савршено делује као мрачан, духовит аутсајдер. Остатак углавном женског глумачког састава је једнако спретан и атрактиван. " 